# シンテックホズミ
株式会社シンテックホズミ（英: SHINTEC HOZUMI Co., Ltd.）は、愛知県みよし市に本社を置く企業。

## 概要
自動車産業を中心に、無人搬送ロボット、サービスロボット、VR、AR、自動化ツール（RPA）、自動車生産設備の開発・製造、マニュアルの編集、CGを利用したデジタルコンテンツの制作などを行っている。キャッチコピーは「Move the Future 未来を運ぶ、未来を動かす」。
持株の70％をトヨタ自動車が保有しており、トヨタグループ各社との取引がある。
最寄駅は名鉄豊田線 黒笹駅。

## 沿革
- 1992年 - 保寿美工業と神光マイクロが合併し、発足
- 1994年 - 自動車修理書編集開始　用品取付書、取扱書制作開始
- 1998年 - オーナーズマニュアル編集作業開始　マイクロフィルムをデジタルデータに変換するデジタルコンバート業務を開始
- 1999年 - 工程整備業務参入
- 2000年 - 中国（天津汽車）向け設備受注決定
- 2001年 - 中国（天津汽車）向けNBC2ライン受注
- 2002年 - ロボット・オフラインティーチングを開始
- 2003年中国現地法人　天津神技治具設備有限公司設立
- 2004年 - AGV（SH-ALPS）1号機　導入
- 2005年 - EWD（配線図）Web版開始。愛知万博IMTS用サーボECU納入

- 2006年 - 新社屋完成・移転（みよし市）
- 2008年 - 天津神技治具設備有限公司　順徳工場開設。トヨタ自動車から技術開発賞受賞

- 2009年 - メッセナゴヤ初出展。天津神技サービス事業部開業

- 2010年 -『SILPS-Tango』生産開始。天津神技治具設備有限公司　長春事務所開設。CSR委員発足

- 2011年 - 東日本大震災に対し支援開始。一般建設業許可取得（機械器具設置工事業）

- 2012年 - 東北営業所開設。PHVおよび太陽光発電システム導入。国際物流総合展　初出展

- 2014年 - 太陽光発電システム導入完了。非常用電力供給システム構築。東洋経済誌　エコオフィス特集　記事掲載。SILPS codeナビゲーションシステム発売。SILPS Mini発売
- 2015年 - 東北営業所移転。東京営業所（現・東日本オフィス）開設
- 2017年 - 多治見事務所開設
- 2018年 - 電動アシスト歩行車『Tecpo/テクポ』発売。平成30年7月豪雨災害に対し支援開始
- 2019年 -『あいちロボットショーケース』『AICHI IMPACT！2019』『第2回名古屋ロボデックス　ロボット開発・活用展』『「モノ+スゴ」プロジェクトin名古屋駅前』『ISPO2019展示会』『ロボカップアジアパシフィック大会一年前イベント』『第2回あいちロボットショーケース』に出展
- 2020年 - サービスロボット『AISLE』を発表。ガイドレス搬送ロボット『TANGO2020』発売。次世代搬送ロボットコンセプトモデル～NEXT～発表。『AISLE Tower Type』紫外線照射による除菌機能を発売

- 2021年
  - 技術開発拠点『RaaS Lab』開設
  - 6月 - 2050 Carbon Neutral宣言。プライベート展示会を開催。本社リノベーション工事を実施
  - 8月 - Smart mobile robot NEXTシリーズ新商品『NN-1100』発売
  - 12月1日 - オンラインストア開設
  - 12月31日 -『SILPS』旧シリーズ販売終了
- 2022年
  - NEXTシリーズ新商品『NN-360』発売
  - 2月 - AISLEシリーズ新商品『Grace』『MX』発売[2]。

## 事業所
- 本社 - 愛知県みよし市
- Raas Lab - 愛知県常滑市
- 東日本オフィス - 東京都品川区
- 多治見事務所 - 岐阜県多治見市
- それいゆまるしぇ - 愛知県東海市

## 関連会社
- 神技智能机器人（天津）有限公司（旧・天津神技治具設備有限公司（中国）。2022年3月に社名変更）